# Lo-Fi
Lo-Fi（ローファイ、またはLofi）とは、音楽のレコーディングの際の録音状態、録音技巧の一つで、極端に高音質なものではない録音環境を志向する価値観。転じて、そうした要素を持った音楽自体を表す言葉。対義語は Hi-Fi。
Lofiは多くの場合、世界的にはヒーリング・ミュージックとヒップホップを組み合わせたLofi hip hop（またはChillhop（チルホップ））の事を指す。
LofiはLow-Fidelity の略を起源とするが、日本独自の略語ではなく、英語圏でも同様に Lo-Fi として扱われる正式な音楽用語である。Hi-Fi の場合は再生環境についても言及されることが多く、基本的に再生環境は高音質であるほどいいと考えられるが、Lo-Fi の場合は再生環境について特段の要求はされない事が多い。

## 概要
当初、Lo-Fi という言葉は「録音環境が悪い」といった意味合いを持つ蔑称的なスラングとして扱われており、好意的に扱われてはいなかった。そもそも当時の録音環境はメジャーとインディーでそれほどの差が見られず、アンダーグラウンドの音楽シーンで、ロックやジャズの実験的な音楽家を中心に一つの表現方法として注目されていた程度だった。
しかし、1980年代に入って録音技術が格段の進歩を遂げるにつれ、メジャーシーンのダンスミュージック、ニューウェーブロック、ヘヴィメタルなどには、エコーやエフェクトがかかり、オーバーダブが顕著な、極端なHi-Fiサウンドが主流となった。それまでのポピュラー音楽は「現場の音をいかに正確に録音・パッケージングすることができるか」ということに焦点が当てられていたが、技術はそれを飛び越え、むしろ「実際にはアンプやスピーカーからそのような音は鳴らないが、いかにそれを越えたキャッチーな録音ができるか」ということに重点が置かれていった。アメリカを中心としたアンダーグラウンドシーンやインディー・ロックのミュージシャン達は、こうした現実感のないサウンドによる豪華主義・商業主義に反発し、その流れの中でLo-Fiサウンドは見直されていくこととなった。
Lo-Fi を好むミュージシャンとしては、ペイヴメント、ガイディド・バイ・ヴォイセズなどがいる。
これらの流れは、アメリカのロックシーンにおける、ヘヴィメタルなどに反発する流れであるオルタナティヴ・ロックやインディー・ロックの中で重要視される価値観となった。特にノイズロックやグランジなどにおいて、 Lo-Fi は音楽性の生命線となり、これらのジャンルを中心としてペイヴメント、ソニック・ユース、ベックなど、一部のグループはLo-Fi志向を重視しつつもメジャーで一定のセールスを上げる作品を発表した。また、ダイナソーJrと決別したルー・バーロウを中心に結成されたセバドーやビート・ハプニングなどもローファイの隆盛に大きく貢献した。
母体となるオルタナティヴ・ロックが次第に形骸化する呼称になっていったのと同様、1990年代後期になると、Lo-Fiも以前ほどの求心力はなくなった。しかし、そもそもの起源であるアンダーグラウンド、インディーミュージックシーンにおいては、依然として重視される価値観としての力を保ち続けている。